# 2 (nombre)
Ne doit pas être confondu avec le chiffre « 2 »
Cet article concerne le nombre 2. Pour les autres significations, voir 2 (homonymie) et Deux (homonymie).
Pour l'année 2 du calendrier julien, voir 2 (année).
2 (deux) est l'entier naturel qui suit 1 et qui précède 3.

## Écriture

### Chiffres
La plupart des systèmes de numération possèdent un chiffre pour signifier le nombre deux.

Le terme « chiffre » désigne ici le signe scriptural utilisé pour écrire des nombres ou des numéros. Le terme « nombre » se réfère, quant à lui, à l’objet mathématique en tant que quantité et aux concepts qui s’y rapportent.

#### Chiffre arabe
Le chiffre « deux », symbolisé « 2 », est le chiffre arabe servant notamment à signifier le nombre deux.
Lorsqu’il intervient dans une séquence de chiffres d’une notation positionnelle comme la numération indo-arabe, il en fixe la mantisse entière pour l’exposant de puissance implicitement fixée par le rang qu’il occupe dans la séquence.[pas clair]

#### Autres chiffres actuels
Le chiffre « 2 » n'est pas le seul utilisé dans le monde ; un certain nombre d'alphabets — particulièrement ceux des langues du sous-continent indien et du sud-est asiatique — utilisent des chiffres différents, même au sein de la numération indo-arabe.
| Alphabet   | Chiffre | Alphabet | Chiffre | Alphabet  | Chiffre | Alphabet | Chiffre |
| ---------- | ------- | -------- | ------- | --------- | ------- | -------- | ------- |
| Amharique  | ፪       | Arabe    | ۲       | Bengalî   | ২       | Birman   | ၂       |
| Devanāgarī | २       | Gujarati | ૨       | Gurmukhî  | ੨       | Kannara  | ೨       |
| Khmer      | ໒       | Latin    | 2       | Malayalam | ൨       | Oriya    | ୨       |
| Tamoul     | ௨       | Télougou | ౨       | Thaï      | ๒       | Tibétain | ༢       |

### Autres écritures
Dans certains systèmes de numération additifs, le nombre deux s'écrit à l'aide de deux chiffres de valeur 1 dont les valeurs s'ajoutent. Ainsi, dans la numération romaine par exemple, il s'écrit Ⅱ.

Dans le système binaire qui est un système de notation positionnelle de base 2 et n'utilise par conséquent que les chiffres « 0 » et « 1 », le nombre deux s'écrit 10.

## En mathématiques

### Définitions
Quand on multiplie un nombre par deux, on a le double du nombre de départ.
Quand on divise un nombre par deux, on a la moitié du nombre de départ.
Un entier est appelé pair s'il est divisible par 2, c’est-à-dire sans reste. Sinon, il est qualifié d'impair. Pour les entiers écrits dans un système de numération basé sur un nombre pair, tel que les systèmes décimal et hexadécimal, la divisibilité par 2 est facilement testée à l'aide d'un examen simple du dernier chiffre ; si ce dernier est pair, alors le nombre entier est pair.
Pour tout nombre x :
{\displaystyle x+x=2\times x\,} : de l'addition à la multiplication,
{\displaystyle x.x=x^{2}\,} : de la multiplication à l'exponentiation,
{\displaystyle x^{x}=x\uparrow \uparrow 2} : de l'exponentiation aux puissances itérées de Knuth.
« 2 » est la base du système de numération le plus simple dans lequel les nombres naturels peuvent être écrits de manière concise ; ce système dit « binaire » est largement utilisé dans les ordinateurs.
Dans la construction théorique de l'ensemble des nombres naturels, « 2 » est identifié avec l'ensemble {\displaystyle \{0,1\}}. Ce dernier ensemble est important dans la théorie des catégories : c'est un classificateur de sous-objet dans la catégorie des ensembles.

### Propriétés
Le nombre 2 possède beaucoup de propriétés en mathématiques.
- 2 est le plus petit nombre premier ; c'est le seul pair. Malgré sa primalité, deux est aussi un nombre hautement composé, car il possède plus de diviseurs que 1. Le nombre hautement composé suivant est 4. En plus d'être un nombre premier, 2 possède les propriétés suivantes :
  - 2 est un nombre premier de Chen, de Higgs, de Mills, de Pierpont, de Ramanujan, de Sophie Germain et de Stern
  - 2 est un nombre d'Eisenstein premier
  - 2 est un nombre premier factoriel
  - 2 est, avec 5, le seul nombre intouchable premier connu
  - 2 est un nombre premier palindrome et permutable
  - 2 est l'un des 15 nombres premiers super-singuliers
  - 2 est le plus petit nombre premier non brésilien
- 2 est le 4e nombre de Fibonacci, noté F4 (c'est donc un nombre premier de Fibonacci)
- 2 est le 1er nombre de Lucas, noté L0
- 2 est le 3e nombre de Pell
- 2 est le 3e nombre de Bell, noté B3
- 2 est le 2e nombre de Markov, noté m2
- 2 est le 2e nombre méandrique, noté M2
- 2 est le 3e nombre semi-méandrique, noté M3
- 2 est le 3e nombre méandrique ouvert, noté m3
- 2 est le 3e nombre de Motzkin, noté M3, et l'un des 4 nombres de Motzkin premiers connus
- 2 est le 2e nombre oblong et le seul nombre oblong premier
- 2 est le 4e et 5e nombre de la suite de Padovan (notés P3 et P4 ou P(3) et P(4), car la suite commence avec l'indice 0)
- 2 est le 1er nombre de Smarandache-Wellin
- 2 est le 1er nombre de Thebit
- 2 est le 4e nombre de Wedderburn-Etherington
- 2 est une primorielle qui a la particularité d'être égale à lui-même et à sa propre factorielle.
- 2 est le nombre de solutions du problème des n-dames pour n = 4.
- Dans un polyèdre, on a toujours la relation suivante, qu'on peut démontrer : {\displaystyle f-a+s=2\,} (où f représente le nombre de faces, s le nombre de sommets et a le nombre d'arêtes). C'est la relation d'Euler. On obtient le même résultat en effectuant l'opération similaire en dimension 5, 7, 9 etc.
- 2 est un nombre Harshad complet,
- Deux est un diviseur de 10

### Racine et puissances
Les puissances de 2 sont centrales dans le concept des nombres premiers de Mersenne, et importants en informatique. 2 est l'exposant du premier nombre de Mersenne premier.
Extraire une racine carrée d'un nombre est une opération mathématique tellement banale, que la place du signe de la racine où est placé l'exposant (par exemple 3 pour la racine cubique de x : {\displaystyle {\sqrt[{3}]{x}}\,}) est laissée blanche pour les racines carrées (exemple : {\displaystyle {\sqrt {x}}\,}), considérée comme tacite.
La racine carrée de 2 a été le premier nombre irrationnel connu par les pythagoriciens. Sa valeur approchée est 1,414 213 562.
Les puissances entières successives de 2 sont : 2^0=1, 2^1=2, 2^2=4, 2^3=8, 2^4=16, 2^5=32, 2^6=64, 2^7=128, 2^8=256, 2^9=512, 2^10=1024, 2^11=2048, 2^12=4096, etc.

## Dans l'ethnologie
La dualité de toutes choses est une notion importante dans la plupart des cultures et des religions. La dichotomie philosophique la plus commune est peut-être celle du bien et du mal, mais il en existe beaucoup d'autres. Voir le dualisme pour une vue d'ensemble. Dans la dialectique Hegellienne, le procédé de l'antithèse crée deux perspectives à partir d'une seule.
Deux (二, èr) est un bon nombre dans la culture chinoise. Un Chinois a dit « les bonnes choses vont par paires ». Par conséquent, il est commun d'utiliser des symboles en double dans la conception de noms de marques, c.a.d. double bonheur, double pièce, double éléphants, etc. Les habitants de Canton aiment le nombre deux car il sonne comme le mot « facile » (易) en cantonais.
En Finlande, deux chandeliers sont allumés pour le jour de l'indépendance. En les mettant sur le bord de la fenêtre, on invoque le sens symbolique de la division, et ainsi de l'indépendance.
Dans la philosophie de Pythagore, la dyade est la deuxième chose créée (voir l'article monade pour plus de détails).
Le nombre 2 est quelquefois utilisé comme diminutif de « de ». De la même manière qu'en anglais d'ailleurs (two = to). Un exemple commun est un logiciel qui traduit des données d'un format dans un autre, tel que dvi2ps et texi2roff.
Les mots qui peuvent être utilisés comme synonymes de 2 incluent binôme , couple lorsque les deux nombres sont ordonnés, duo lorsque l'on parle de musiciens, paire lorsque les deux éléments sont distincts mais non ordonnés, et jumeaux lorsqu'ils sont mis en relation.

## En sciences
Deux est :
- Le nombre de brins de polynucléotides dans une double-hélice d'ADN.
- Le premier nombre magique (physique).
- Le numéro atomique de l'hélium, un gaz noble.

## Dans d'autres domaines

### Fiction
- "no 2" est un ennemi de James Bond dans Bons Baisers de Russie et Opération Tonnerre.
- Numéro deux est un personnage de la série télévisée Le Prisonnier créée par George Markstein et Patrick McGoohan en 1967.
- Numéro deux est un personnage de la série télévisée Battlestar Galactica.

### Durée et âge
- En France, le nombre d'années de mariage des noces de cuir.
- Dans les pays anglophones et en Allemagne, le nombre d'années de mariage des noces de coton.

### Numérotation
- Années historiques : -2, 2, l'an II (1793-4), 1902 ou 2002.
- Ligne 2
- 02 est le numéro du département français de l'Aisne.
- Le numéro de l'autoroute française A2 qui part de Combles (de l'A1) pour atteindre la Belgique.
- Un des préfixes d'appel radio alloués au Royaume-Uni.
- Le premier chiffre des codes d'appel téléphoniques pour les pays d'Afrique.
- Le numéro de la zone DVD pour l'Europe, l'Afrique du Sud, le Moyen-Orient et le Japon.
- En musique :
  - Dans l'échelle diatonique, la seconde — représentée de préférence par le chiffre arabe 2 — désigne un intervalle entre deux degrés conjoints. On pourra distinguer la seconde mineure, qui équivaut au demi-ton, et la seconde majeure, qui équivaut au ton.
  - Dans une gamme ou une tonalité, le chiffre romain II désigne, soit le deuxième degré — appelé sus-tonique —, soit la fonction tonale associée, soit l'accord correspondant — lorsqu'il est distingué, II = majeur et ii = mineur.
  - Dans la musique modale, le deuxième mode est appelé Dorien.

### Sports
- Au rugby à XV, le numéro du talonneur.
- Au baseball, deux représente la position du receveur.

### Terminologie
- En danse, l'expression pas de deux désigne une séquence chorégraphique qui réunit deux interprètes, nommée aussi duo.